# Herbert Ehrlich

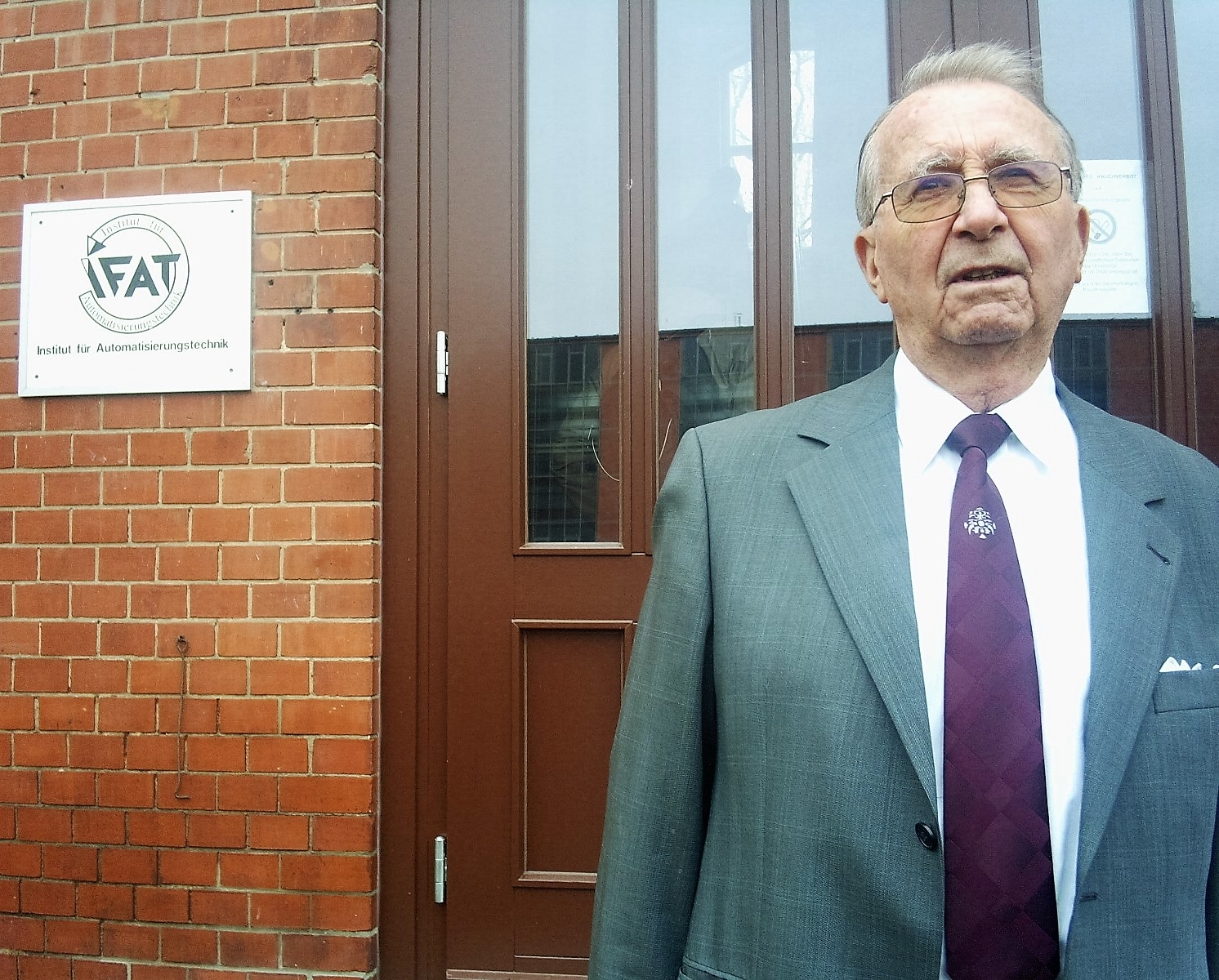
Herbert Ehrlich in Magdeburg an der Otto-von-Guericke-Universität (2008)

Herbert Ehrlich (* 15. Januar 1932 in Oberschöna bei Freiberg; † 25. Oktober 2019 in Leipzig) war ein deutscher Ingenieur und Professor für Regelungstechnik. Er gehört zu den Pionieren der Automatisierungstechnik und war ein Mitbegründer der Ausbildung von Diplom-Ingenieuren im Fachgebiet Automatisierungstechnik.

## Werdegang
Herbert Ehrlich wurde in Oberschöna im heutigen Landkreis Mittelsachsen bei Freiberg in Sachsen geboren. Nach Abschluss der Schulausbildung begann er 1946, den Beruf eines Feinmechanikers zu erlernen. Danach besuchte er die Arbeiter- und Bauern-Fakultät (ABF)  an der damaligen TH Dresden, die er 1953 mit dem Abitur abschloss.
Im Anschluss begann er 1953 das Studium an der Technischen Hochschule Dresden, Fakultät Maschinenwesen im Grundstudium Maschinenbau, das er nach dem Vordiplom 1956 mit dem anschließenden Hauptstudium Regelungstechnik am 1955 neu gegründeten Institut für Regelungstechnik (Direktor: Heinrich Kindler) fortführte. Dieses Institut war das erste seiner Art im gesamten deutschen Sprachraum, und Herbert Ehrlich gehörte zur ersten Studentengeneration dieses Instituts, aus der auch die Professoren Hans-Joachim Zander (Dresden) und Wolfgang Weller (Berlin) hervorgegangen sind, und er war zugleich wissenschaftlicher Hilfsassistent an diesem Institut bei dem späteren Professor Heinz Töpfer (Magdeburg/Dresden). Mit einer Arbeit zur Systemanalyse pneumatischer Elemente hat er hier 1959 seinen ersten akademischen Grad Diplom-Ingenieur (Dipl.-Ing.) in der Vertiefung Regelungstechnik erworben.
Die Matrikel 1953 war besonders markant und ist daher unvergessen geblieben, sodass Herbert Ehrlich darüber auch einen Beitrag verfasst hat, in dem er an die letzte Vorlesung erinnert, die sogar Anlass zur Gründung einer eigenen Blaskapelle war.

## Als Wissenschaftler in Magdeburg

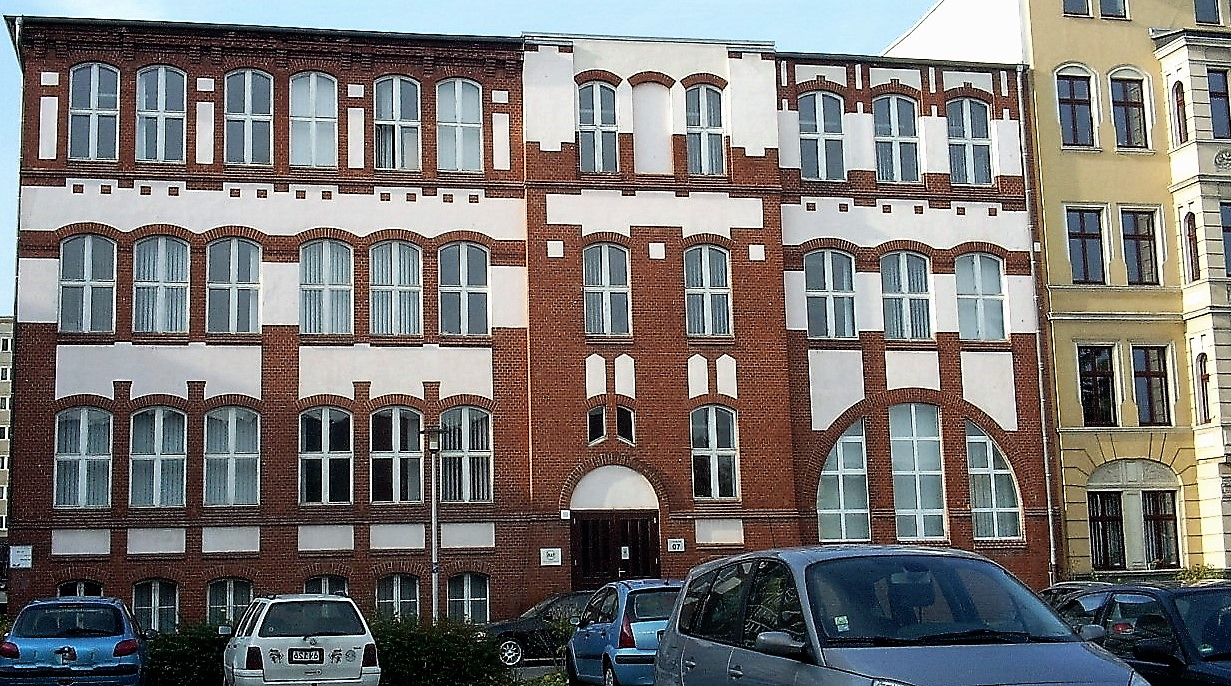
Traditionelles Gebäude der Regelungstechnik, später Automatisierungstechnik auf dem Campus der Otto-von-Guericke-Universität Magdeburg

Ehrlich wechselte nach seinem Diplom an die Technische Hochschule Otto von Guericke Magdeburg (THM) als Wissenschaftlicher Assistent am Institut für Regelungstechnik. Er war somit der erste Assistent dieses von Heinrich Wilhelmi im Frühjahr 1960 gegründeten Instituts. Ehrlich hat diese Einrichtung und die regelungstechnische Ausbildung in Magdeburg wesentlich mit aufgebaut.
In seiner wissenschaftlichen Arbeit befasste er sich zu dieser Zeit mit experimentell gestützten Untersuchungen an industriellen pneumatischen Reglern in Stapelbauweise. Seine Promotion mit einer Dissertation zu diesem Thema hat er 1966 erlangt. Mit dieser Qualifikation konnte er dann 1967 die Stelle als Oberassistent einnehmen.
Durch einen Studienaufenthalt am Kiewer Polytechnischen Institut (KPI) in den Jahren 1968 und 1969 begann seine fachliche Neuorientierung. Unter Anleitung von Professor Kunzevich vom Institut für Kybernetik der Akademie der Wissenschaften der Ukraine befasste sich Ehrlich mit pulsbreitenmodulierten zeitoptimalen Steuerungen. Auf dieser Grundlage entstand später auch seine 1977 abgeschlossene Habilitationsschrift.
Nach seiner Rückkehr aus Kiew wurde er als Hochschuldozent an der TH Magdeburg berufen (entsprach C3-Professor). Hier übernahm er zugleich die Leitung des Wissenschaftsbereiches „Regelungstechnik und Prozesssteuerung“ (WB 3) innerhalb der Sektion „Technische Kybernetik und Elektrotechnik“ (Direktor: Heinz Töpfer). Diese Funktion hatte Ehrlich bis 1973 inne.

## Wirken als Professor in Leipzig

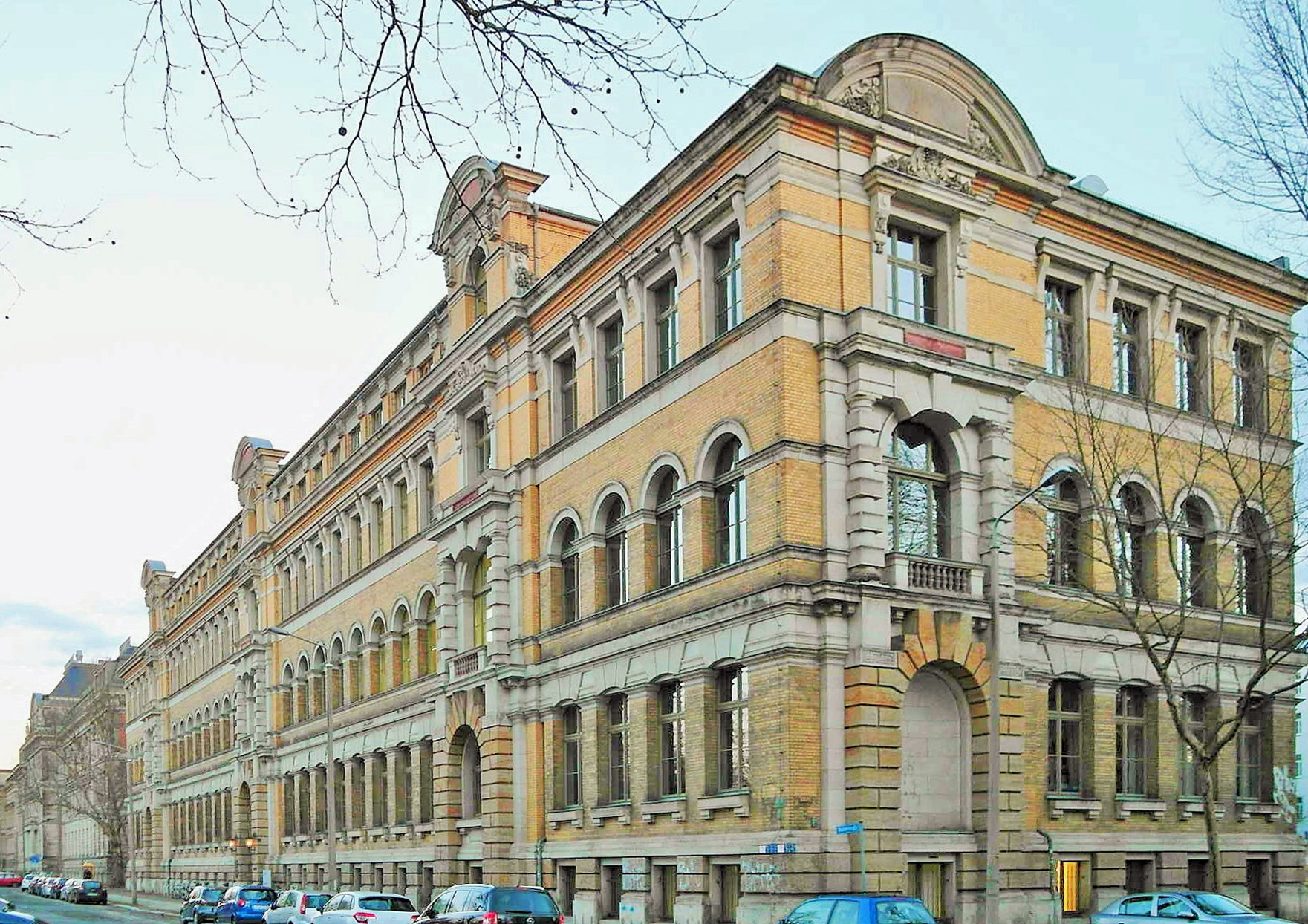
Leipzig, Wächterstraße 13, ehemaliges Gebäude der TH Leipzig für die beiden Sektionen Automatisierungsanlagen und Elektroenergieanlagen, heute Wiener-Bau: Fakultätsgebäude der HTWK Leipzig

Im Jahr 1975 wurde Herbert Ehrlich als Professor für Regelungstechnik und Automatisierungstechnik an die damalige Ingenieurhochschule Leipzig berufen, die zwei Jahre später in die neu gegründete Technische Hochschule Leipzig (THL) eingegangen ist. Hier ist die Sektion „Automatisierungsanlagen“ schrittweise neu aufgebaut worden, wobei Herbert Ehrlich den Aufbau und die Leitung des Wissenschaftsbereiches „Regelungstechnik“ übernahm (Sektionsdirektor: Werner Richter). Ehrlich war auch Mitglied des Sektionsrates.
Bis zum Jahr 1990 war mit einem Personalbestand von 120 Mitarbeiterstellen, zusätzlich etwa 30 Doktorandenstellen und 60 Personalstellen im Industrie-Hochschul-Komplex Anlagenautomatisierung (IHK) als Transfereinrichtung sowie rd. 500 Studenten in Leipzig eine der größten Hochschuleinrichtungen im gesamten deutschsprachigen Raum mit ausschließlicher Spezialisierung für Automatisierungstechnik entstanden. Dies ermöglichte Herbert Ehrlich, zusammen mit den anderen fünf Lehrstühlen von Werner Richter, Rainer Müller, Dietrich Balzer, Werner Kriesel und Hans-Günter Woschni  für alle Hauptkomponenten von Automatisierungsanlagen, auch umfangreiche Forschungsprojekte mit der Automatisierungsindustrie sowie mit der Akademie der Wissenschaften der DDR, Zentralinstitut für Kybernetik und Informationsprozesse (ZKI) in Dresden  (Leiter: Hans-Joachim Zander) durchzuführen.
In seinen wissenschaftlichen Arbeiten profilierte Ehrlich sich seit dieser Zeit auf dem Gebiet der diskret-kontinuierlichen Systeme, bei denen Verbindungen zwischen logischen Elementen und dynamischen Teilsystemen relevant sind. Trotz gegebener technischer Realisierbarkeit mit Speicherprogrammierbaren Steuerungen (SPSen) existierten damals noch keine einheitlichen und ingenieurmäßig handhabbaren Entwurfstools. Wegen ihrer gegenseitigen Beeinflussungen strebte Ehrlich einen gemeinsamen Entwurf für diese Systemklasse an. Er hat hierzu zahlreiche wissenschaftliche Arbeiten initiiert und teilweise als Dissertationen betreut. Als ein wesentliches Ergebnis hat er eine kompakte Darstellung mit Strukturmatrizen vorgelegt, die an der Zustandsraumdarstellung orientiert ist und deren Elemente nur 0 oder 1 sind und die gesteuert werden können.
Weitere Interessengebiete waren die Fuzzy-Regelungen sowie die „Geschichte der Mess-, Automatisierungs- und Leittechnik“, die wesentlich von dem promovierten Pädagogen Hans Rohr bearbeitet wurde, der 1996 zum Mitbegründer des „Automatikmuseums Leipzig“ wurde.
Nach der deutschen Wiedervereinigung von 1990 wurde aus seiner bisherigen „Sektion Automatisierungsanlagen“ im Jahr 1991 ein „Fachbereich Elektrotechnik“ gebildet, zu dem auch ein „Institut für Regelungstechnik“ gehörte, in dem Ehrlich weiterhin tätig war. 1992 wurde die Hochschule für Technik, Wirtschaft und Kultur (HTWK) als juristisch selbständige Institution neu gegründet (Gründungsrektor: Klaus Steinbock) und kann de facto als Nachfolgerin der TH Leipzig mit leicht eingeschränkten Rechten betrachtet werden. Die Schließung von fünf der insgesamt acht vorhandenen Technischen Hochschulen in Sachsen hatte zu dieser Zeit in erster Linie finanzpolitische Gründe, nachdem mit der Wiedervereinigung alle Universitäten und Hochschulen in die Länderverantwortung übergegangen waren. Die Schließung der TH Leipzig erfolgte über einen Zeitraum von 1992 bis 1996, um alle universitären Studiengänge planmäßig vor Ort abschließen zu können. Dies bedeutete, dass TH-Studiengänge parallel zu HTWK-Studiengängen in den vorhandenen örtlichen Gegebenheiten zu betreuen waren. In dieser Zeit kamen die habilitierten Professoren Herbert Ehrlich, Klaus-Peter Schulze und Werner Kriesel verstärkt zum Einsatz, um auch Diplomverfahren sowie laufende Promotionen der THL ordnungsgemäß durchführen und abschließen zu können. Herbert Ehrlich setzte seine Regelungstechnik-Ausbildung im neu geschaffenen Institut für Mess-, Steuerungs- und Regelungstechnik fort bis zu seinem Eintritt in den altersbedingten Ruhestand per Jahresende 1996.
Das traditionsreiche Leipziger Automatisierungsprofil wurde seit 1992 zeitgemäß weiterentwickelt und im Strukturrahmen einer Fakultät mit entsprechenden Instituten für Lehre und Forschung organisiert.
Aus dem akademischen Umfeld von Herbert Ehrlich sind als Professoren hervorgegangen: Günter Stein (HTWK), Klaus-Peter Schulze (HTWK), Manfred Lohöfener (HS Merseburg), Markus Krabbes (HTWK), Andreas Pretschner (HTWK), Hendrik Richter (HTWK), Jens Jäkel (HTWK), Ines Rennert (Hochschule für Telekommunikation Leipzig), Daniela Döring (Brandenburgische Technische Universität Cottbus-Senftenberg) u. a.

## Mitgliedschaften und Ehrungen
Herbert Ehrlich hat sich in Fachorganisationen wie der Wissenschaftlich-Technischen Gesellschaft für Mess- und Automatisierungstechnik (WGMA) innerhalb der Kammer der Technik (KDT) Berlin und im Verein Deutscher Ingenieure (VDI) Düsseldorf betätigt. Im Bezirksverein Leipzig des VDI war er Mitbegründer des Arbeitskreises Mess- und Automatisierungstechnik. Hier organisierte er als Obmann auch monatliche wissenschaftlich-technische Kolloquien, die regen Zuspruch in der Region Leipzig gefunden haben.
Die Verdienste von Herbert Ehrlich um die Ausbildung, Weiterbildung und Forschung auf dem Gebiet Regelungstechnik und Regelungstheorie wurden mit einem Ehrenkolloquium am 15. Januar 1997, seinem 65. Geburtstag, im Rahmen des 46. Leipziger Elektrotechnischen Kolloquiums gewürdigt. Hiermit wurde zugleich sein aktives Berufsleben feierlich beendet (formal endete seine Beschäftigung an der HTWK Leipzig bereits mit dem Ablauf der Existenz der TH Leipzig per 31. Dezember 1996).

## Publikationen (Auswahl)
- Beitrag zur Analyse des dynamischen Verhaltens pneumatischer PID-Regler in Stapelbauweise – Unter besonderer Berücksichtigung der dabei auftretenden Kopplungen zwischen den Einstellparametern und den Reglerkennwerten. Dissertation, TH Magdeburg, Fakultät für Elektrotechnik, Magdeburg 1966.
- Herbert Ehrlich; Werner Kriesel: Berechnung und experimentelle Untersuchung einstellbarer Drosseln vom Typ Kegel-Kegel und Kegel-Zylinder. messen, steuern, regeln, Berlin Jg. 9 (1966) Nr. 1, S. 21–29.
- Herbert Ehrlich; Werner Kriesel; S. Körber: Stelleinrichtungen mit Schrittmotor und ihre Kopplung an Regler und Prozessrechner. messen, steuern, regeln / Automatisierungspraxis, Berlin Jg. 17 (1974) Teil I: Nr. 5, S. 117–120 und Teil II: Nr. 9, S. 213–216.
- Beitrag zum Entwurf und zur Realisierung von Steuerungs- und Regelungssystemen mit Pulsbreitenmodulation des Stellsignals. Habilitationsschrift (Dissertation B), Technische Universität Magdeburg, Wissenschaftlicher Rat, Magdeburg 1977.
- Herbert Ehrlich (wiss. Leitung und Hrsg.): 6. Internationale Wissenschaftliche Konferenz Anlagenautomatisierung 1990, Themenkomplex 2: Prozessautomatisierung. Wissenschaftliche Berichte der Technischen Hochschule Leipzig, H. 3. Verlag: Rektor der TH Leipzig, 1990.
- Herbert Ehrlich: Ja, die Matrikel 1953, sie ist unvergessen. KONTAKT – online. Das Absolventenmagazin der TU Dresden, Ausgabe 3/2010.